# Альбертранди, Антони
Антони Зигмунд Александр Альбертранди (пол. Antoni Albertrandi; 1732 или 1733—1795) — польский придворный королевский художник, теоретик искусства, поэт.

## Биография
Сын переселившегося в Польшу итальянца. Ученик Шимона Чеховича и Марчелло Бачиарелли.
Работал помощником Марчелло Бачиарелли в его художественной мастерской в Королевском дворце в Варшаве при дворе Станислава Августа Понятовского.
Один из авторов проекта создания в Варшаве Академии изящных искусств. В 1776 был назначен придворным королевским художником и вместе со своим двоюродным братом, историком Яном Баптистой Альбертранди принят в польское дворянство.

## Творчество
А. Альбертранди — автор классических портретов, рисунков и полотен на религиозные и мифологические темы. Большинство его картин не сохранилось. Среди дошедших до нас — «Портрет императрицы Екатерины II».
Известна его теоретическая работа «Теоретический курс живописи» (1787) и поэтическое лирическое произведение, посвященное собственному творчеству «Стихи о живописи» (1790).